# Abaque (architecture)
Pour les articles homonymes, voir Abaque.

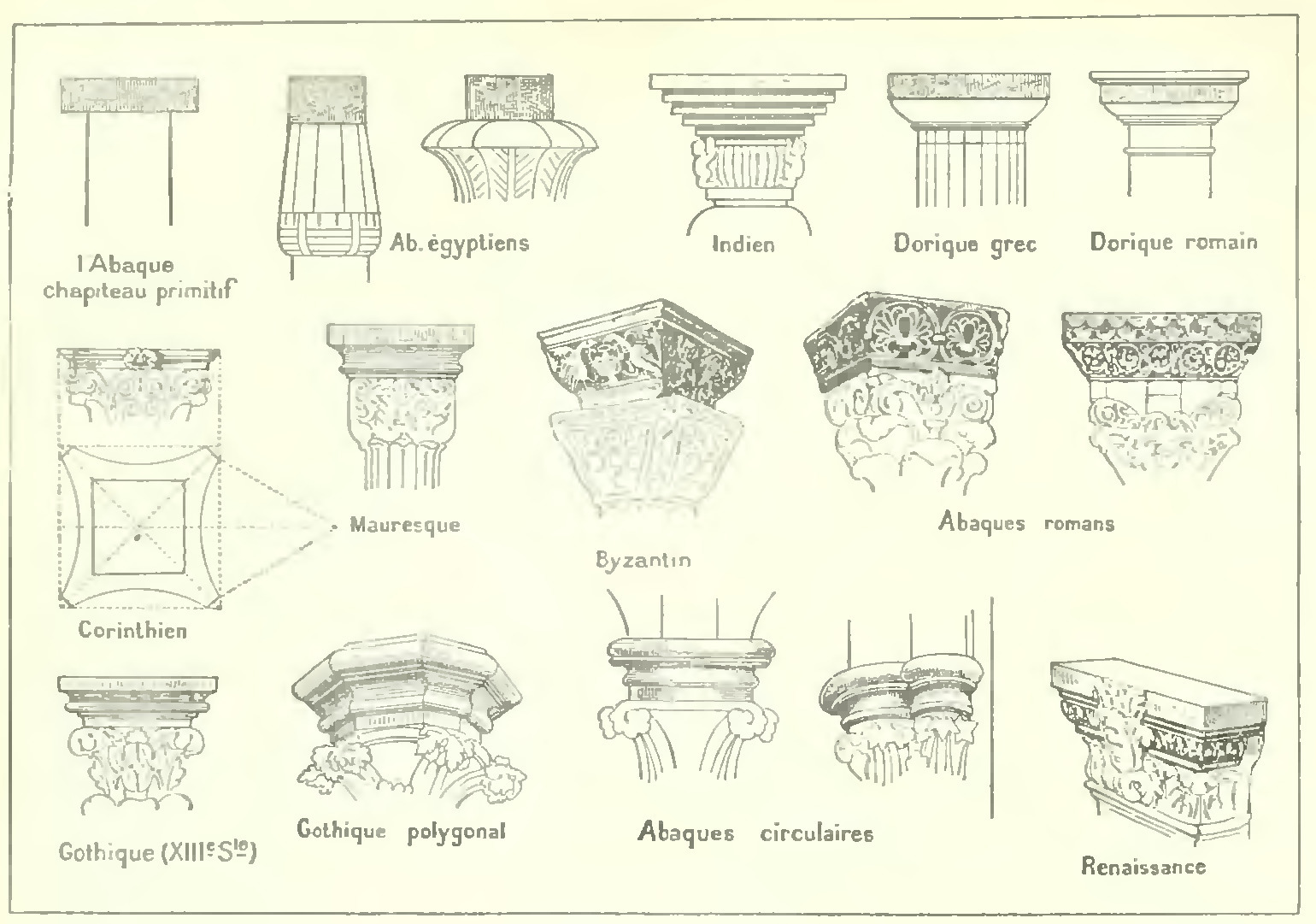
Différents types d'abaques. Larousse illustré de 1898.

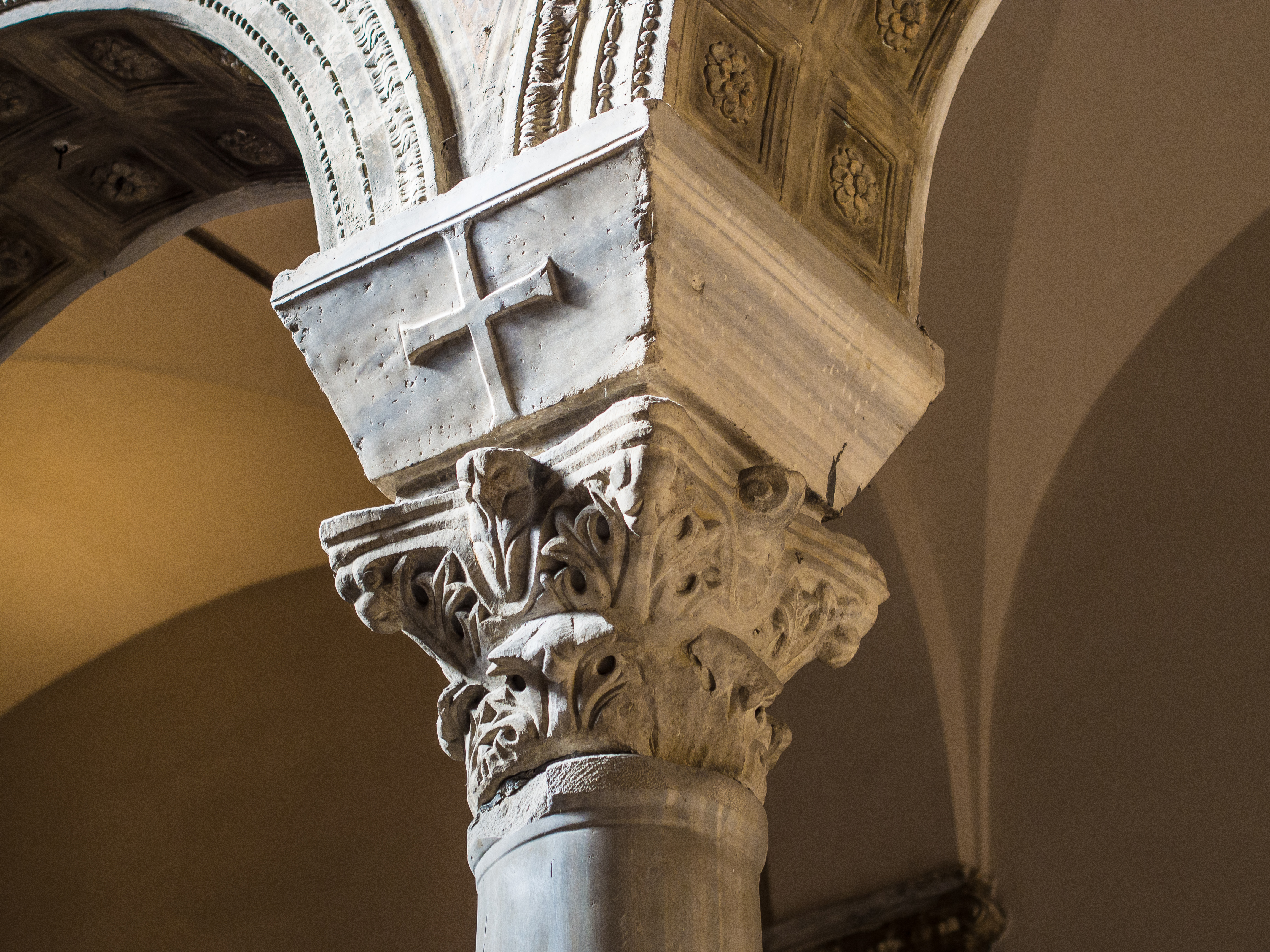
Haut abaque paléochrétien, annonçant le style byzantin, de la basilique Saint-Apollinaire-le-Neuf de Ravenne, Italie, début du VIe siècle.

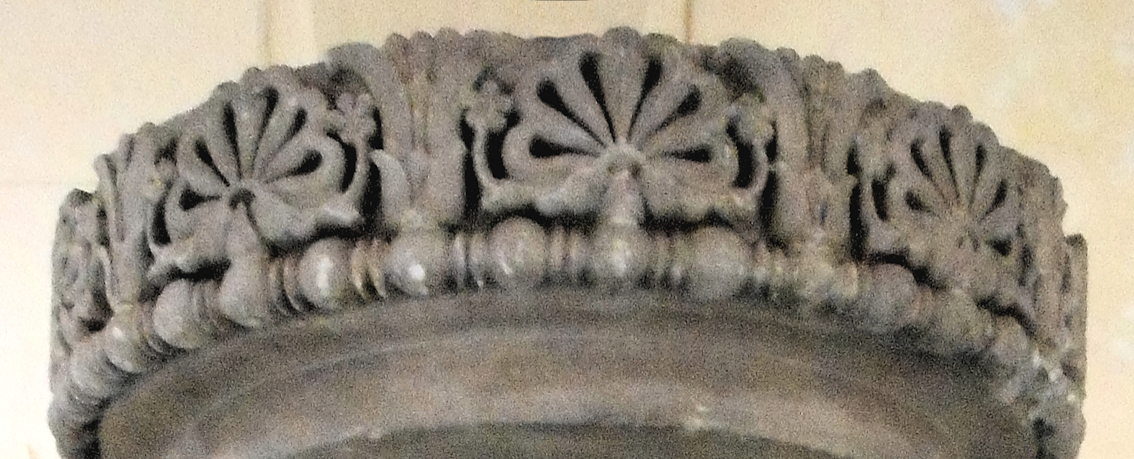
Abaque du chapiteau d'un pilier d'Ashoka, avec palmettes et lotus hellénistiques, Kosambi (Inde), IIIe siècle.

Un abaque (du grec ἄϐαξ / ábax, « planche, tablette ») est la partie supérieure du chapiteau des colonnes ou des pilastres. Il s'agit le plus souvent d'une tablette en pierre située entre l'échine, coussin aplati ou rebondi de même épaisseur placé sur le fût de la colonne, et l'architrave ou l'arc qu'elle supporte. Vitruve emploie le mot « plinthe » pour désigner l'abaque. En effet, l'abaque du chapiteau d'une colonne d'ordre toscan porte le nom de plinthe. On parle d'abaque à cornes lorsque ses extrémités s'avancent au-dessus de l'angle du chapiteau. De plus, il peut arriver que deux chapiteaux soient réunis par un abaque unique.
Couronnant et renforçant le chapiteau, on le nomme plus couramment « tailloir » dans l'architecture médiévale, bien que son emploi métaphorique en architecture ne date que du XVIe siècle et qu'il désigne seulement un abaque carré.
À l'origine en Égypte, en Inde ou en Grèce antique, il s'agit d'une épaisse tablette carrée de terre cuite ou de bois que les anciens constructeurs placent au-dessus des colonnes de bois pour leur donner une plus large assiette et fournir ainsi plus de support aux poutres que portent ces colonnes. Par la suite, l'abaque prend des formes variées, une partie est taillée en biseau et forme l'échine. L'abaque dans l'architecture gothique devient bien souvent polygonal ou circulaire, bien qu'il tende à disparaitre complètement dans l'architecture gothique flamboyante du XVe siècle.

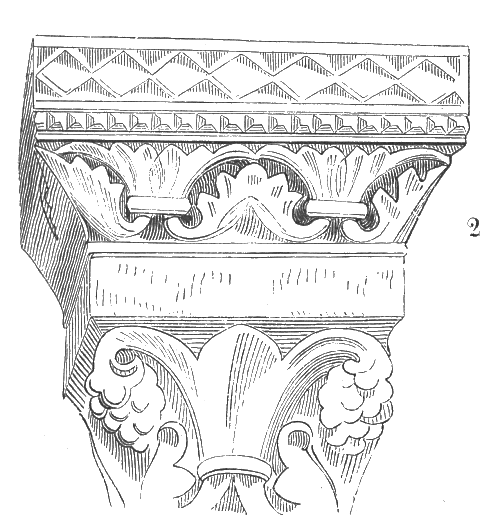
Abaque roman du XIIe siècle.
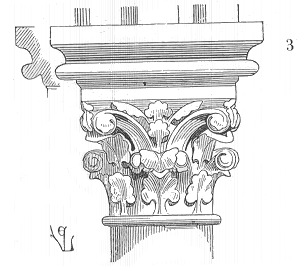
Abaque roman du chœur de la basilique Sainte-Marie-Madeleine de Vézelay.
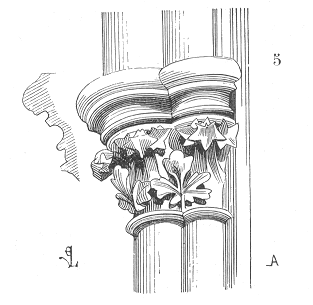
Abaque circulaire gothique du XIIIe siècle.
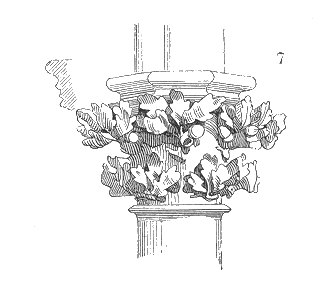
Abaque gothique du XVe siècle.

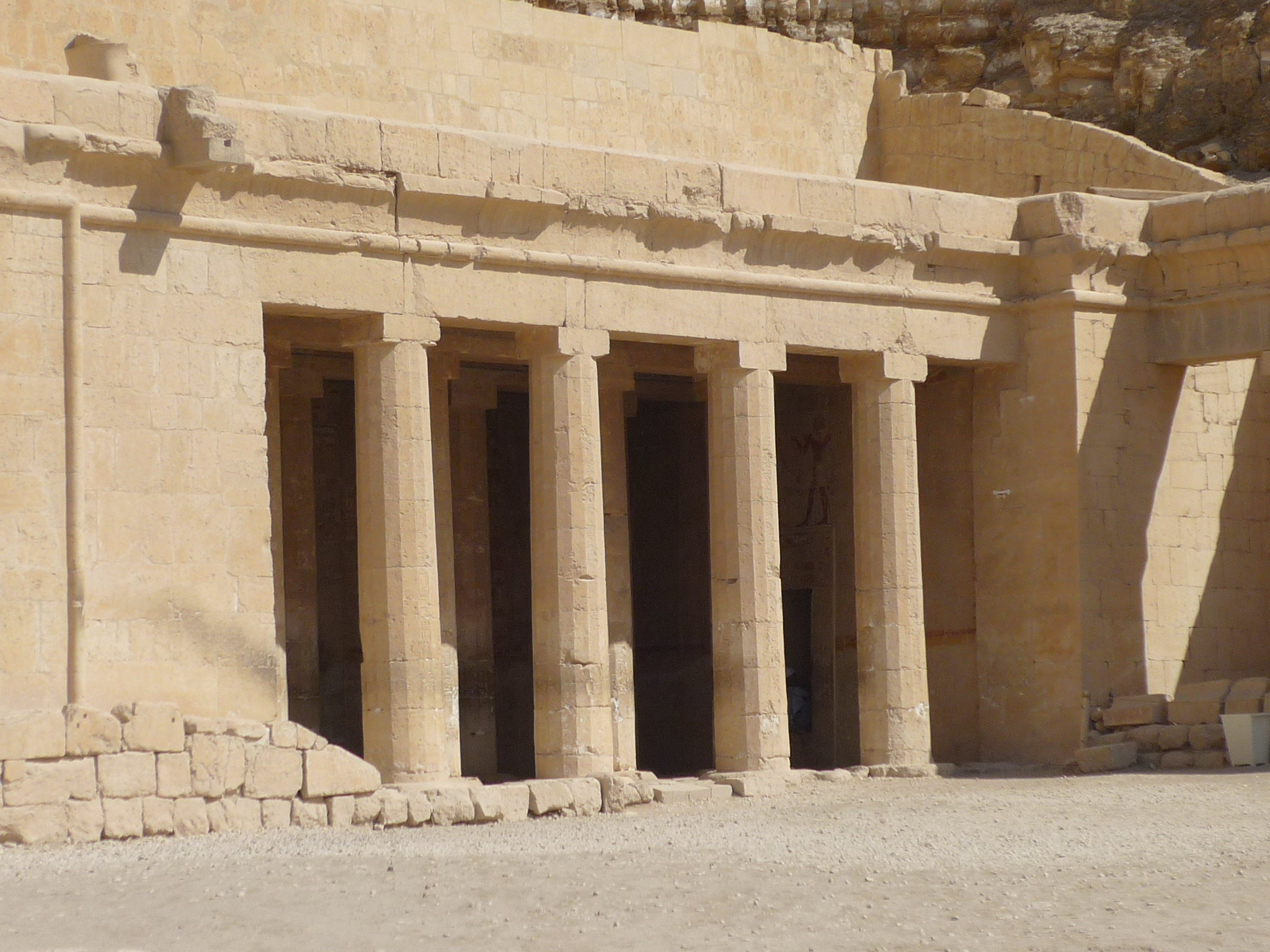
Colonnes avec abaque protodorique du temple d'Hatchepsout à Deir el-Bahari.
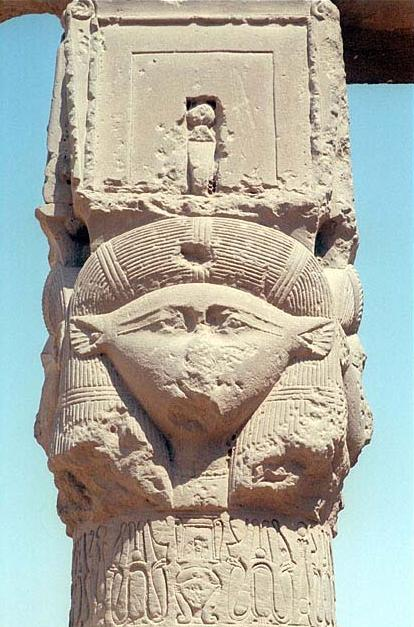
Haut abaque d'une colonne à chapiteau hathorique.
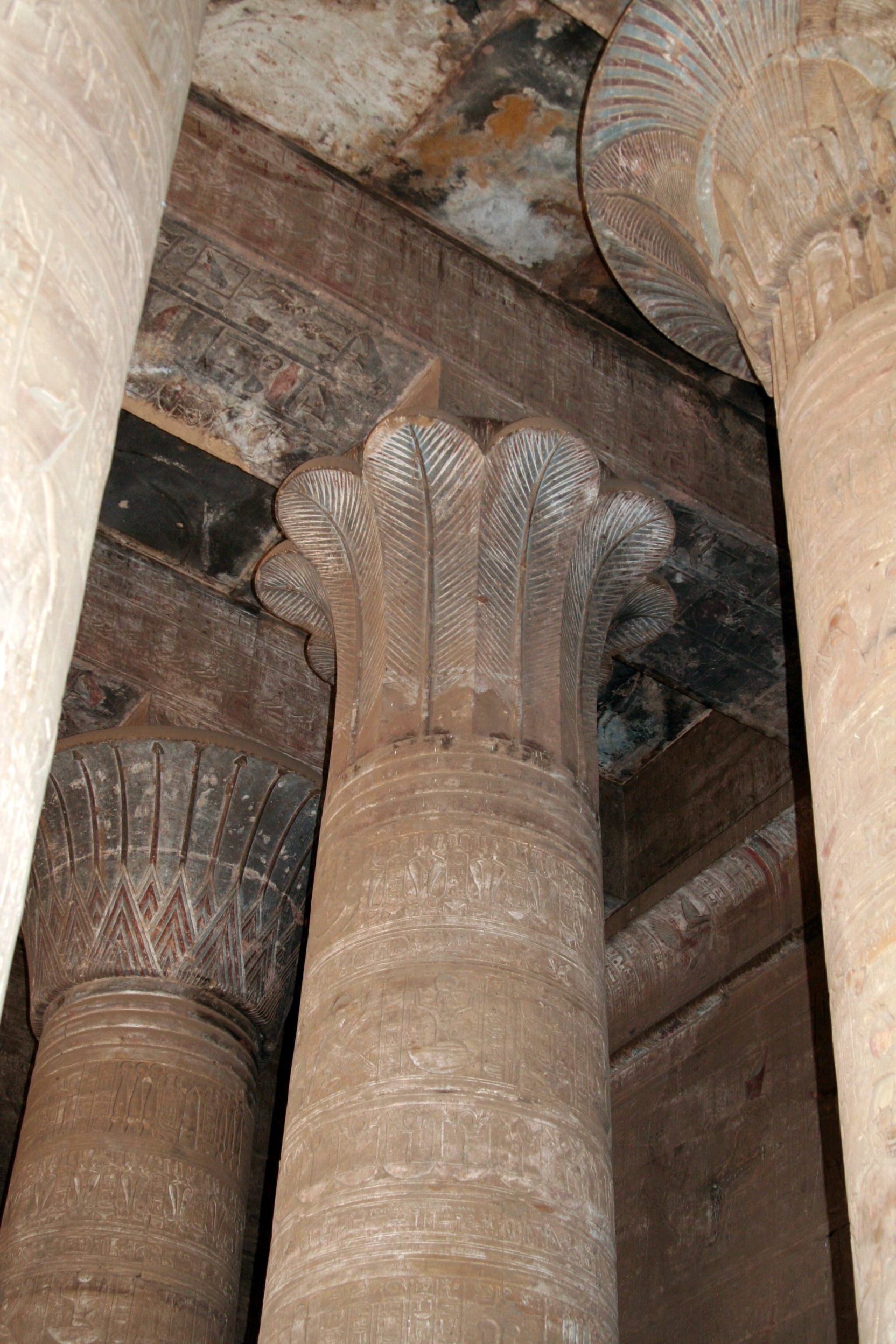
Abaque au-dessus d'un chapiteau palmiforme, temple d'Horus.
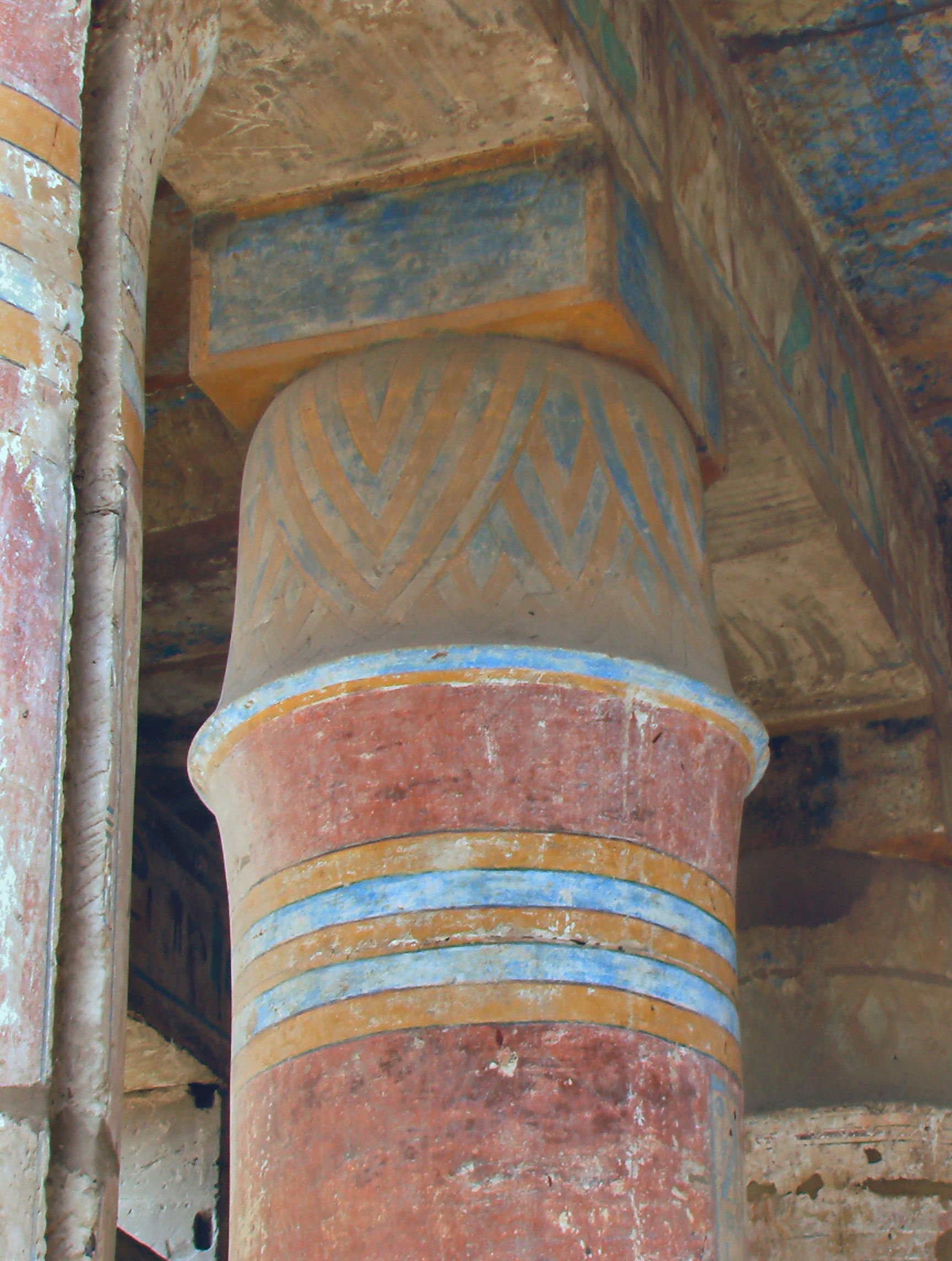
Abaque au-dessus d'un chapiteau papyriforme ouvert dans l'enceinte d'Amon-Rê de Karnak.